# 1347

## أحداث
- 3 أغسطس: نهاية حصار كاليه والذي بدأ في 4 سبتمبر 1346.
- 20 مايو - كولا دي رينزو، وهو روماني من العامة، يعلن نفسه إمبراطورا على المدينة كرد على سنوات من الحروب بين البارونات

## مواليد
- إليزابيث من بوميرانيا
- المنصور صلاح الدين محمد
- كاترينا من سيينا
- كريم منصوري

## وفيات
- سيف الدين حاجي
- لويس الرابع، الإمبراطور الروماني المقدس
- وليام الأوكامي